# 108º Congresso degli Stati Uniti d'America
Il 108º Congresso degli Stati Uniti d'America, composto dalla Camera dei Rappresentanti e dal Senato, fu il ramo legislativo del governo federale statunitense in carica dal 3 gennaio 2003 al 3 gennaio 2005. La sua composizione venne definita nelle elezioni di metà mandato del 5 novembre 2002.

## Senato

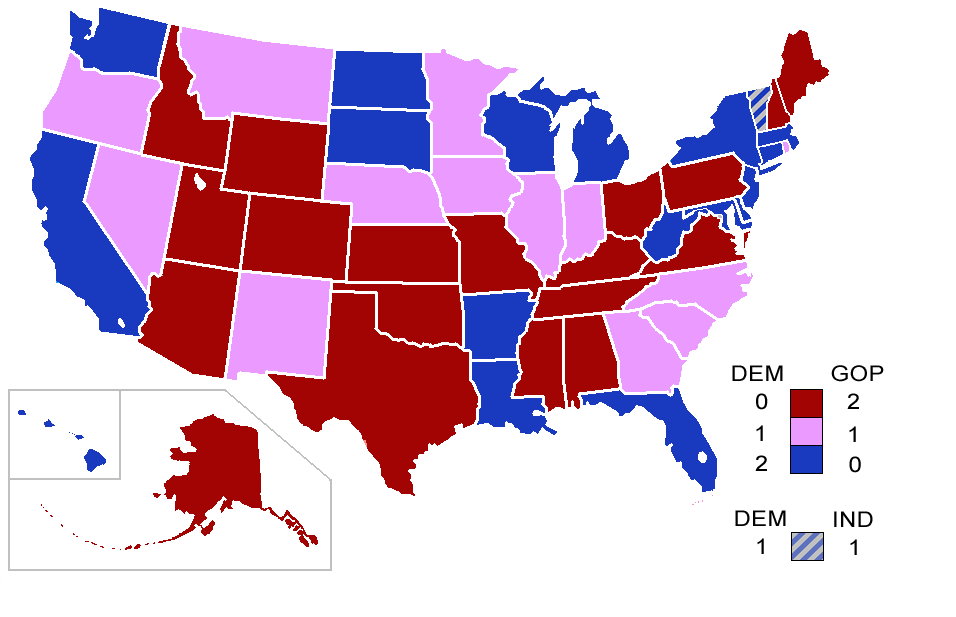

### Riepilogo della composizione
- Partito Repubblicano: 51
- Partito Democratico: 48
- Indipendenti: 1

### Leadership
- Presidente (Vicepresidente degli Stati Uniti): Dick Cheney (R-WY)
- Presidente pro tempore: Ted Stevens (R-AK)

#### Leadership della Maggioranza
- Leader della Maggioranza: Bill Frist (R-TN)
- Assistente Leader: Mitch McConnell (R-KY)

#### Leadership della Minoranza
- Leader della Minoranza: Tom Daschle (D-SD)
- Assistente Leader: Harry Reid (D-NV)

### Senatori ordinati per Stato
Alabama
- Richard Shelby (R)
- Jeff Sessions (R)

Alaska
- Ted Stevens (R)
- Lisa Murkowski (R)

Arizona
- John McCain (R)
- Jon Kyl (R)

Arkansas
- Blanche Lincoln (D)
- Mark Pryor (D)

California
- Dianne Feinstein (D)
- Barbara Boxer (D)

Carolina del Nord
- John Edwards (D)
- Elizabeth Dole (R)

Carolina del Sud
- Ernest Hollings (D)
- Lindsey Graham (R)

Colorado
- Ben Nighthorse Campbell (R)
- Wayne Allard (R)

Connecticut
- Chris Dodd (D)
- Joe Lieberman (D)

Dakota del Nord
- Kent Conrad (D)
- Byron Dorgan (D)

Dakota del Sud
- Tom Daschle (D)
- Timothy P. Johnson (D)

Delaware
- Joe Biden (D)
- Thomas Carper (D)

Florida
- Bob Graham (D)
- Bill Nelson (D)

Georgia
- Zell Miller (D)
- Saxby Chambliss (R)

Hawaii
- Daniel Inouye (D)
- Daniel Akaka (D)

Idaho
- Larry Craig (R)
- Mike Crapo (R)

Illinois
- Richard Durbin (D)
- Peter Fitzgerald (R)

Indiana
- Dick Lugar (R)
- Evan Bayh (D)

Iowa
- Chuck Grassley (R)
- Tom Harkin (D)

Kansas
- Sam Brownback (R)
- Pat Roberts (R)

Kentucky
- Mitch McConnell (R)
- Jim Bunning (R)

Louisiana
- John Breaux (D)
- Mary Landrieu (D)

Maine
- Olympia Snowe (R)
- Susan Collins (R)

Maryland
- Paul Sarbanes (D)
- Barbara Mikulski (D)

Massachusetts
- Ted Kennedy (D)
- John Kerry (D)

Michigan
- Carl Levin (D)
- Debbie Stabenow (D)

Minnesota
- Mark Dayton (D)
- Norm Coleman (R)

Mississippi
- Thad Cochran (R)
- Trent Lott (R)

Missouri
- Kit Bond (R)
- Jim Talent (R)

Montana
- Max Baucus (D)
- Conrad Burns (R)

Nebraska
- Chuck Hagel (R)
- Ben Nelson (D)

Nevada
- Harry Reid (D)
- John Ensign (R)

New Hampshire
- Judd Gregg (R)
- John E. Sununu (R)

New Jersey
- Jon Corzine (D)
- Frank Lautenberg (D)

New York
- Chuck Schumer (D)
- Hillary Clinton (D)

Nuovo Messico
- Pete Domenici (R)
- Jeff Bingaman (D)

Ohio
- Mike DeWine (R)
- George Voinovich (R)

Oklahoma
- Don Nickles (R)
- James Inhofe (R)

Oregon
- Ron Wyden (D)
- Gordon Smith (R)

Pennsylvania
- Arlen Specter (R)
- Rick Santorum (R)

Rhode Island
- Jack Reed (D)
- Lincoln Chafee (R)

Tennessee
- Bill Frist (R)
- Lamar Alexander (R)

Texas
- Kay Bailey Hutchison (R)
- John Cornyn (R)

Utah
- Orrin Hatch (R)
- Bob Bennett (R)

Vermont
- Patrick Leahy (D)
- Jim Jeffords (I)

Virginia
- John Warner (R)
- George Allen (R)

Washington
- Patty Murray (D)
- Maria Cantwell (D)

Virginia Occidentale
- Robert Byrd (D)
- Jay Rockefeller (D)

Wisconsin
- Herb Kohl (D)
- Russ Feingold (D)

Wyoming
- Craig Thomas (R)
- Mike Enzi (R)

## Camera dei Rappresentanti

### Riepilogo della composizione
- Partito Repubblicano: 225
- Partito Democratico: 207
- Indipendenti: 1

### Leadership
- Presidente: Dennis Hastert (R-IL)

#### Leadership della Maggioranza
- Leader della Maggioranza: Tom DeLay (R-TX)

#### Leadership della Minoranza
- Leader della Minoranza: Nancy Pelosi (D-CA)

Alabama
(5 Repubblicani, 2 Democratici)
- 1. Jo Bonner (R)
- 2. Terry Everett (R)
- 3. Mike D. Rogers (R)
- 4. Robert Aderholt (R)
- 5. Bud Cramer (D)
- 6. Spencer Bachus (R)
- 7. Artur Davis (D)

Alaska
(1 Repubblicano)
- "At-large". Don Young (R)

Arizona
(6 Repubblicani, 2 Democratici)
- 1. Rick Renzi (R)
- 2. Trent Franks (R)
- 3. John Shadegg (R)
- 4. Ed Pastor (D)
- 5. J. D. Hayworth (R)
- 6. Jeff Flake (R)
- 7. Raúl Grijalva (D)
- 8. Jim Kolbe (R)

Arkansas
(3 Democratici, 1 Repubblicano)
- 1. Marion Berry (D)
- 2. Vic Snyder (D)
- 3. John Boozman (R)
- 4. Mike Ross (D)

California
(33 Democratici, 20 Repubblicani)
- 1. Mike Thompson (D)
- 2. Wally Herger (R)
- 3. Doug Ose (R)
- 4. John Doolittle (R)
- 5. Bob Matsui (D), fino al 1º gennaio 2005
  - Vacante da tale data fino al Congresso successivo
- 6. Lynn Woolsey (D)
- 7. George Miller (D)
- 8. Nancy Pelosi (D)
- 9. Barbara Lee (D)
- 10. Ellen Tauscher (D)
- 11. Richard Pombo (R)
- 12. Tom Lantos (D)
- 13. Pete Stark (D)
- 14. Anna Eshoo (D)
- 15. Mike Honda (D)
- 16. Zoe Lofgren (D)
- 17. Sam Farr (D)
- 18. Dennis Cardoza (D)
- 19. George Radanovich (R)
- 20. Cal Dooley (D)
- 21. Devin Nunes (R)
- 22. Bill Thomas (R)
- 23. Lois Capps (D)
- 24. Elton Gallegly (R)
- 25. Howard McKeon (R)
- 26. David Dreier (R)
- 27. Brad Sherman (D)
- 28. Howard Berman (D)
- 29. Adam Schiff (D)
- 30. Henry Waxman (D)
- 31. Xavier Becerra (D)
- 32. Hilda Solis (D)
- 33. Diane Watson (D)
- 34. Lucille Roybal-Allard (D)
- 35. Maxine Waters (D)
- 36. Jane Harman (D)
- 37. Juanita Millender-McDonald (D)
- 38. Grace Napolitano (D)
- 39. Linda Sánchez (D)
- 40. Ed Royce (R)
- 41. Jerry Lewis (R)
- 42. Gary Miller (R)
- 43. Joe Baca (D)
- 44. Ken Calvert (R)
- 45. Mary Bono (R)
- 46. Dana Rohrabacher (R)
- 47. Loretta Sanchez (D)
- 48. Christopher Cox (R)
- 49. Darrell Issa (R)
- 50. Duke Cunningham (R)
- 51. Bob Filner (D)
- 52. Duncan Hunter (R)
- 53. Susan Davis (D)

Carolina del Nord
(7 Repubblicani, 6 Democratici)
- 1. Frank Ballance (D), fino al 9 giugno 2004
  - G. K. Butterfield (D), dal 20 luglio 2004
- 2. Bob Etheridge (D)
- 3. Walter B. Jones (R)
- 4. David Price (D)
- 5. Richard Burr (R)
- 6. Howard Coble (R)
- 7. Mike McIntyre (D)
- 8. Robin Hayes (R)
- 9. Sue Wilkins Myrick (R)
- 10. Cass Ballenger (R)
- 11. Charles H. Taylor (R)
- 12. Mel Watt (D)
- 13. Brad Miller (D)

Carolina del Sud
(4 Repubblicani, 2 Democratici)
- 1. Henry E. Brown, Jr. (R)
- 2. Joe Wilson (R)
- 3. Gresham Barrett (R)
- 4. Jim DeMint (R)
- 5. John Spratt (D)
- 6. Jim Clyburn (D)

Colorado
(5 Repubblicani, 2 Democratici)
- 1. Diana DeGette (D)
- 2. Mark Udall (D)
- 3. Scott McInnis (R)
- 4. Marilyn Musgrave (R)
- 5. Joel Hefley (R)
- 6. Tom Tancredo (R)
- 7. Bob Beauprez (R)

Connecticut
(3 Repubblicani, 2 Democratici)
- 1. John Larson (D)
- 2. Rob Simmons (R)
- 3. Rosa DeLauro (D)
- 4. Chris Shays (R)
- 5. Nancy Johnson (R)

Dakota del Nord
(1 Democratico)
- "At-large". Earl Pomeroy (D)

Dakota del Sud
(1 Democratico)
- "At-large". Bill Janklow (R), fino al 20 gennaio 2004
  - Stephanie Herseth (D), dal 1º giugno 2004

Delaware
(1 Repubblicano)
- "At-large". Michael Castle (R)

Florida
(18 Repubblicani, 7 Democratici)
- 1. Jeff Miller (R)
- 2. Allen Boyd (D)
- 3. Corrine Brown (D)
- 4. Ander Crenshaw (R)
- 5. Ginny Brown-Waite (R)
- 6. Cliff Stearns (R)
- 7. John Mica (R)
- 8. Ric Keller (R)
- 9. Michael Bilirakis (R)
- 10. Bill Young (R)
- 11. Jim Davis (D)
- 12. Adam Putnam (R)
- 13. Katherine Harris (R)
- 14. Porter Goss (R), fino al 24 settembre 2004
  - Vacante da tale data fino al Congresso successivo
- 15. Dave Weldon (R)
- 16. Mark Foley (R)
- 17. Kendrick Meek (D)
- 18. Ileana Ros-Lehtinen (R)
- 19. Robert Wexler (D)
- 20. Peter Deutsch (D)
- 21. Lincoln Díaz-Balart (R)
- 22. E. Clay Shaw, Jr. (R)
- 23. Alcee Hastings (D)
- 24. Tom Feeney (R)
- 25. Mario Díaz-Balart (R)

Georgia
(8 Repubblicani, 5 Democratici)
- 1. Jack Kingston (R)
- 2. Sanford Bishop (D)
- 3. Jim Marshall (D)
- 4. Denise Majette (D)
- 5. John Lewis (D)
- 6. Johnny Isakson (R)
- 7. John Linder (R)
- 8. Mac Collins (R)
- 9. Charlie Norwood (R)
- 10. Nathan Deal (R)
- 11. Phil Gingrey (R)
- 12. Max Burns (R)
- 13. David Scott (D)

Hawaii
(2 Democratici)
- 1. Neil Abercrombie (D)
- 2. Ed Case (D)

Idaho
(2 Repubblicani)
- 1. Butch Otter (R)
- 2. Mike Simpson (R)

Illinois
(10 Democratici, 9 Repubblicani)
- 1. Bobby Rush (D)
- 2. Jesse Jackson, Jr. (D)
- 3. Bill Lipinski (D)
- 4. Luis Gutiérrez (D)
- 5. Rahm Emanuel (D)
- 6. Henry Hyde (R)
- 7. Danny K. Davis (D)
- 8. Phil Crane (R)
- 9. Jan Schakowsky (D)
- 10. Mark Kirk (R)
- 11. Jerry Weller (R)
- 12. Jerry Costello (D)
- 13. Judy Biggert (R)
- 14. Dennis Hastert (R)
- 15. Timothy V. Johnson (R)
- 16. Donald Manzullo (R)
- 17. Lane Evans (D)
- 18. Ray LaHood (R)
- 19. John Shimkus (R)

Indiana
(6 Repubblicani, 3 Democratici)
- 1. Pete Visclosky (D)
- 2. Chris Chocola (R)
- 3. Mark Souder (R)
- 4. Steve Buyer (R)
- 5. Dan Burton (R)
- 6. Mike Pence (R)
- 7. Julia Carson (D)
- 8. John Hostettler (R)
- 9. Baron Hill (D)

Iowa
(4 Repubblicani, 1 Democratico)
- 1. Jim Nussle (R)
- 2. Jim Leach (R)
- 3. Leonard Boswell (D)
- 4. Tom Latham (R)
- 5. Steve King (R)

Kansas
(3 Repubblicani, 1 Democratico)
- 1. Jerry Moran (R)
- 2. Jim Ryun (R)
- 3. Dennis Moore (D)
- 4. Todd Tiahrt (R)

Kentucky
(4 Repubblicani, 2 Democratici)
- 1. Ed Whitfield (R)
- 2. Ron Lewis (R)
- 3. Anne Northup (R)
- 4. Ken Lucas (D)
- 5. Hal Rogers (R)
- 6. Ernie Fletcher (R), fino al 9 dicembre 2004
  - Ben Chandler (D), dal 17 febbraio 2004

Louisiana
(5 Repubblicani, 2 Democratici)
- 1. David Vitter (R)
- 2. William J. Jefferson (D)
- 3. Billy Tauzin (R)
- 4. Jim McCrery (R)
- 5. Rodney Alexander (D, poi R)
- 6. Richard Baker (R)
- 7. Chris John (D)

Maine
(2 Democratici)
- 1. Tom Allen (D)
- 2. Mike Michaud (D)

Maryland
(6 Democratici, 2 Repubblicani)
- 1. Wayne Gilchrest (R)
- 2. Dutch Ruppersberger (D)
- 3. Ben Cardin (D)
- 4. Albert Wynn (D)
- 5. Steny Hoyer (D)
- 6. Roscoe Bartlett (R)
- 7. Elijah Cummings (D)
- 8. Chris Van Hollen (D)

Massachusetts
(10 Democratici)
- 1. John Olver (D)
- 2. Richard Neal (D)
- 3. Jim McGovern (D)
- 4. Barney Frank (D)
- 5. Marty Meehan (D)
- 6. John Tierney (D)
- 7. Ed Markey (D)
- 8. Mike Capuano (D)
- 9. Stephen Lynch (D)
- 10. Bill Delahunt (D)

Michigan
(9 Repubblicani, 6 Democratici)
- 1. Bart Stupak (D)
- 2. Pete Hoekstra (R)
- 3. Vern Ehlers (R)
- 4. Dave Camp (R)
- 5. Dale E. Kildee (D)
- 6. Fred Upton (R)
- 7. Nick Smith (R)
- 8. Mike J. Rogers (R)
- 9. Joe Knollenberg (R)
- 10. Candice Miller (R)
- 11. Thaddeus McCotter (R)
- 12. Sander Levin (D)
- 13. Carolyn Cheeks Kilpatrick (D)
- 14. John Conyers (D)
- 15. John Dingell (D)

Minnesota
(4 Democratici, 4 Repubblicani)
- 1. Gil Gutknecht (R)
- 2. John Kline (R)
- 3. Jim Ramstad (R)
- 4. Betty McCollum (D)
- 5. Martin Olav Sabo (D)
- 6. Mark Kennedy (R)
- 7. Collin Peterson (D)
- 8. Jim Oberstar (D)

Mississippi
(2 Democratici, 2 Repubblicani)
- 1. Roger Wicker (R)
- 2. Bennie Thompson (D)
- 3. Chip Pickering (R)
- 4. Gene Taylor (D)

Missouri
(5 Repubblicani, 4 Democratici)
- 1. William Lacy Clay, Jr. (D)
- 2. Todd Akin (R)
- 3. Dick Gephardt (D)
- 4. Ike Skelton (D)
- 5. Karen McCarthy (D)
- 6. Sam Graves (R)
- 7. Roy Blunt (R)
- 8. Jo Ann Emerson (R)
- 9. Kenny Hulshof (R)

Montana
(1 Repubblicano)
- "At-large". Denny Rehberg (R)

Nebraska
(3 Repubblicani)
- 1. Doug Bereuter (R), fino al 31 agosto 2004
  - Vacante da tale data fino al Congresso successivo
- 2. Lee Terry (R)
- 3. Tom Osborne (R)

Nevada
(2 Repubblicani, 1 Democratico)
- 1. Shelley Berkley (D)
- 2. Jim Gibbons (R)
- 3. Jon Porter (R)

New Hampshire
(2 Repubblicani)
- 1. Jeb Bradley (R)
- 2. Charles Bass (R)

New Jersey
(7 Democratici, 6 Repubblicani)
- 1. Rob Andrews (D)
- 2. Frank LoBiondo (R)
- 3. Jim Saxton (R)
- 4. Chris H. Smith (R)
- 5. Scott Garrett (R)
- 6. Frank Pallone (D)
- 7. Mike Ferguson (R)
- 8. Bill Pascrell (D)
- 9. Steve Rothman (D)
- 10. Donald M. Payne (D)
- 11. Rodney Frelinghuysen (R)
- 12. Rush D. Holt Jr. (D)
- 13. Bob Menendez (D)

New York
(19 Democratici, 10 Repubblicani)
- 1. Tim Bishop (D)
- 2. Steve Israel (D)
- 3. Peter T. King (R)
- 4. Carolyn McCarthy (D)
- 5. Gary Ackerman (D)
- 6. Gregory Meeks (D)
- 7. Joseph Crowley (D)
- 8. Jerrold Nadler (D)
- 9. Anthony D. Weiner (D)
- 10. Ed Towns (D)
- 11. Major Owens (D)
- 12. Nydia Velázquez (D)
- 13. Vito Fossella (R)
- 14. Carolyn B. Maloney (D)
- 15. Charles B. Rangel (D)
- 16. José Serrano (D)
- 17. Eliot Engel (D)
- 18. Nita Lowey (D)
- 19. Sue Kelly (D)
- 20. John E. Sweeney (R)
- 21. Michael R. McNulty (D)
- 22. Maurice Hinchey (D)
- 23. John McHugh (R)
- 24. Sherwood Boehlert (R)
- 25. Jim Walsh (R)
- 26. Tom Reynolds (R)
- 27. Jack Quinn (R)
- 28. Louise Slaughter (D)
- 29. Amo Houghton (R)

Nuovo Messico
(2 Repubblicani, 1 Democratico)
- 1. Heather Wilson (R)
- 2. Steve Pearce (R)
- 3. Tom Udall (D)

Ohio
(12 Repubblicani, 6 Democratici)
- 1. Steve Chabot (R)
- 2. Rob Portman (R)
- 3. Mike Turner (R)
- 4. Mike Oxley (R)
- 5. Paul Gillmor (R)
- 6. Ted Strickland (D)
- 7. Dave Hobson (R)
- 8. John Boehner (R)
- 9. Marcy Kaptur (D)
- 10. Dennis Kucinich (D)
- 11. Stephanie Tubbs Jones (D)
- 12. Pat Tiberi (R)
- 13. Sherrod Brown (D)
- 14. Steve LaTourette (R)
- 15. Deborah Pryce (R)
- 16. Ralph Regula (R)
- 17. Tim Ryan (D)
- 18. Bob Ney (D)

Oklahoma
(4 Repubblicani, 1 Democratico)
- 1. John Sullivan (R)
- 2. Brad Carson (D)
- 3. Frank Lucas (R)
- 4. Tom Cole (R)
- 5. Ernest Istook (R)

Oregon
(4 Democratici, 1 Repubblicano)
- 1. David Wu (D)
- 2. Greg Walden (R)
- 3. Earl Blumenauer (D)
- 4. Peter DeFazio (D)
- 5. Darlene Hooley (D)

Pennsylvania
(12 Democratici, 7 Repubblicani)
- 1. Bob Brady (D)
- 2. Chaka Fattah (D)
- 3. Phil English (R)
- 4. Melissa Hart (R)
- 5. John E. Peterson (R)
- 6. Jim Gerlach (R)
- 7. Curt Weldon (R)
- 8. James C. Greenwood (R)
- 9. Bill Shuster (R)
- 10. Don Sherwood (R)
- 11. Paul Kanjorski (D)
- 12. John Murtha (D)
- 13. Joe Hoeffel (D)
- 14. Michael F. Doyle (D)
- 15. Pat Toomey (R)
- 16. Joseph R. Pitts (R)
- 17. Tim Holden (D)
- 18. Tim Murphy (R)
- 19. Todd Platts (R)

Rhode Island
(2 Democratici)
- 1. Patrick Kennedy (D)
- 2. James Langevin (D)

Tennessee
(5 Democratici, 4 Repubblicani)
- 1. Bill Jenkins (R)
- 2. Jimmy Duncan (R)
- 3. Zach Wamp (R)
- 4. Lincoln Davis (D)
- 5. Jim Cooper (D)
- 6. Bart Gordon (D)
- 7. Marsha Blackburn (R)
- 8. John S. Tanner (D)
- 9. Harold Ford Jr. (D)

Texas
(17 Democratici, 15 Repubblicani)
- 1. Max Sandlin (D)
- 2. Jim Turner (D)
- 3. Sam Johnson (R)
- 4. Ralph Hall (D, poi R)
- 5. Jeb Hensarling (R)
- 6. Joe Barton (R)
- 7. John Culberson (R)
- 8. Kevin Brady (R)
- 9. Nick Lampson (D)
- 10. Lloyd Doggett (D)
- 11. Chet Edwards (D)
- 12. Kay Granger (R)
- 13. Mac Thornberry (R)
- 14. Ron Paul (R)
- 15. Rubén Hinojosa (D)
- 16. Silvestre Reyes (D)
- 17. Charles Stenholm (D)
- 18. Sheila Jackson Lee (D)
- 19. Larry Combest (R), fino al 31 maggio 2003
  - Randy Neugebauer (R), dal 5 giugno 2003
- 20. Charlie Gonzalez (D)
- 21. Lamar S. Smith (R)
- 22. Tom DeLay (R)
- 23. Henry Bonilla (R)
- 24. Martin Frost (D)
- 25. Chris Bell (D)
- 26. Michael C. Burgess (R)
- 27. Solomon Ortiz (D)
- 28. Ciro Rodriguez (D)
- 29. Gene Green (D)
- 30. Eddie Bernice Johnson (D)
- 31. John Carter (R)
- 32. Pete Sessions (R)

Utah
(2 Repubblicani, 1 Democratico)
- 1. Rob Bishop (R)
- 2. Jim Matheson (D)
- 3. Chris Cannon (R)

Vermont
(1 Indipendente, affiliato con i Democratici)
- "At-large". Bernie Sanders (I-D)

Virginia
(8 Repubblicani, 3 Democratici)
- 1. Jo Ann Davis (R)
- 2. Ed Schrock (R)
- 3. Bobby Scott (D)
- 4. Randy Forbes (R)
- 5. Virgil Goode (R)
- 6. Bob Goodlatte (R)
- 7. Eric Cantor (R)
- 8. Jim Moran (D)
- 9. Rick Boucher (D)
- 10. Frank Wolf (R)
- 11. Thomas M. Davis (R)

Virginia Occidentale
(2 Democratici, 1 Repubblicano)
- 1. Alan Mollohan (D)
- 2. Shelley Moore Capito (R)
- 3. Nick Rahall (D)

Washington
(6 Democratici, 3 Repubblicani)
- 1. Jay Inslee (D)
- 2. Rick Larsen (D)
- 3. Brian Baird (D)
- 4. Doc Hastings (R)
- 5. George Nethercutt (R)
- 6. Norm Dicks (D)
- 7. Jim McDermott (D)
- 8. Jennifer Dunn (R)
- 9. Adam Smith (D)

Wisconsin
(4 Democratici, 4 Repubblicani)
- 1. Paul Ryan (R)
- 2. Tammy Baldwin (D)
- 3. Ron Kind (D)
- 4. Jerry Kleczka (D)
- 5. Jim Sensenbrenner (R)
- 6. Tom Petri (R)
- 7. Dave Obey (D)
- 8. Mark Andrew Green (R)

Wyoming
(1 Repubblicano)
- "At-large". Barbara Cubin (R)

Membri non votanti
- Samoa Americane. Eni Faleomavaega (D)
- Distretto di Columbia. Eleanor Holmes Norton (D)
- Guam. Madeleine Bordallo (D)
- Porto Rico. Aníbal Acevedo Vilá (D e PPD)
- Isole Vergini. Donna Christian-Christensen (D)